# 강이슬 (농구 선수)
강이슬(1994년 4월 5일~)은 대한민국의 농구 선수이다. 포지션은 스윙맨이며, 한국여자프로농구(WKBL)의 청주 KB 스타즈 소속으로 뛰고 있다. 

## 경력

### 부천 하나은행
2012년에 열린 2013 WKBL 신입선수 선발회에서 전체 1순위로 부천 하나외환에 지명되었다.

### KB 스타즈
2020-21 시즌 종료 후 두 번째 FA 자격을 얻게되었다. 2021년 4월 19일 청주 KB 스타즈와 2년 계약을 체결하며 처음으로 팀을 옮기게 되었다.

## 기록
|  | 국내선수 리그 1위 기록 |

| 시즌    | 팀               | G   | MPG   | 2P%  | 3P%  | FT%  | RPG  | APG  | SPG  | BPG  | PPG   |
| ------- | ---------------- | --- | ----- | ---- | ---- | ---- | ---- | ---- | ---- | ---- | ----- |
| 2012-13 | 부천 하나외환    | 8   | 6:06  | 40.0 | 25.0 | 50.0 | 1.13 | 0.0  | 0.50 | 0.13 | 1.00  |
| 2013-14 | 부천 하나외환    | 24  | 8:56  | 53.8 | 27.6 | 80.0 | 1.54 | 0.29 | 0.38 | 0.08 | 2.33  |
| 2014-15 | 부천 하나외환    | 35  | 29:55 | 40.3 | 47.0 | 78.6 | 3.57 | 0.49 | 0.83 | 0.37 | 11.34 |
| 2015-16 | 부천 KEB하나은행 | 35  | 29:38 | 28.0 | 35.6 | 77.1 | 3.43 | 0.97 | 0.66 | 0.09 | 8.97  |
| 2016-17 | 부천 KEB하나은행 | 35  | 36:00 | 38.9 | 35.8 | 73.9 | 4.31 | 2.46 | 1.23 | 0.31 | 13.29 |
| 2017-18 | 부천 KEB하나은행 | 35  | 33:49 | 39.4 | 41.1 | 88.0 | 3.71 | 1.97 | 1.54 | 0.17 | 15.94 |
| 2018-19 | 부천 KEB하나은행 | 35  | 32:59 | 42.1 | 37.6 | 84.3 | 4.51 | 1.49 | 0.83 | 0.11 | 13.94 |
| 2019-20 | 부천 하나은행    | 26  | 35:56 | 44.4 | 37.9 | 81.0 | 4.62 | 2.27 | 1.23 | 0.27 | 16.85 |
| 2020-21 | 부천 하나원큐    | 26  | 37:06 | 41.5 | 37.9 | 86.1 | 7.12 | 2.42 | 0.92 | 0.38 | 18.19 |
| 통산    | 통산             | 259 | 30:17 | 40.1 | 38.8 | 82.1 | 4.00 | 1.49 | 0.95 | 0.22 | 12.34 |

## 수상

### WKBL
- 2× WKBL 득점상: 2018, 2020
- 5× WKBL 3득점상: 2015, 2018, 2019, 2020, 2021
- 4× WKBL 3점 야투상: 2015. 2018, 2019, 2020
- 3× WKBL 베스트 5: 2017, 2018, 2020
- WKBL 올스타전 MVP: 2019
- WKBL 올스타전 득점왕: 2019
- 2× WKBL 올스타전 3점슛 콘테스트: 2019, 2020

### 국가대표팀
- 2018년 아시안 게임 농구 여자 –  은메달